# Associazione Sportiva Roma
La Associazione Sportiva Roma es un club de fútbol de la ciudad de Roma, Italia. Fundado en 1927, ha participado permanentemente en la máxima categoría del fútbol italiano desde la creación de esta, la Serie A, ausentándose únicamente en la temporada 1952. Se ha consagrado campeón de Liga en 1942, 1983 y 2001, y subcampeón en catorce ediciones. Además, se adjudicó la Copa de Italia en nueve ocasiones, lo que lo convierte en el segundo equipo más laureado en esta competición tras la Juventus (13 títulos). A nivel internacional, conquistó la Copa de Ferias en 1961, la Copa anglo-italiana en 1972, y es el primer ganador histórico de la Liga Conferencia de la UEFA, venciendo en la final 1-0 contra el Feyenoord en 2022. También alcanzó la final de la Liga de Campeones de la UEFA, conocida como Copa de Europa en 1984 y de la Liga Europa de la UEFA en 1991 y 2023.
Ejerce como local en Stadio Olimpico di Roma, el cual comparte con su tradicional rival Lazio, con quien disputa el Derby di Roma. También disputa el Derby del Sole con el Napoli, otro de sus clásicos rivales. Con un aforo de 81 903 espectadores, el Olímpico de Roma es el segundo estadio con mayor capacidad en Italia, solo por detrás del Estadio Giuseppe Meazza de Milán, y es considerado, según los parámetros de la UEFA, como un estadio de categoría 4. Su camiseta actual es de color rojo oscuro imperial con amarillo oro, los colores de la ciudad, por el rojo y el amarillo recibe el nombre de "giallorosso".
Es el cuarto equipo más laureado en Italia a nivel de títulos, por detrás de la Juventus de Turín, A. C. Milán y el Inter de Milán. También es considerado uno de los cinco equipos más populares del país, denominado como un equipo de tradición y culto de los más populares en Europa y el resto del mundo.
Roma ha sido elegido tres veces por la Federación Internacional de Historia y Estadística de Fútbol (IFFHS) como el Mejor equipo del mundo del mes.

## Historia

### Orígenes
En el verano italiano de 1927 y con gran satisfacción de los seguidores romanos del deporte, a través de la fusión de las sociedades deportivas romanas Alba-Audace, Fortitudo-Pro Roma y Roman Football Club, se crea la Associazione Sportiva Roma. Este hecho lo recogen los mayores periódicos de la época (entre los cuales estuvieron, Il Messaggero y , La Gazzetta dello Sport en su edición especial de Roma). El acuerdo se llevó a cabo al final de la tarde del 7 de junio de 1927.
Benito Mussolini, dictador al mando del Estado italiano, y su Partido Nacional Fascista, tenían la intención de crear un gran club romano unificado que le diera pelea a los clubes del norte, quienes tenían un claro predominio por sobre los equipos del resto de Italia. Se pretendía que la Lazio fuera incluida en esta fusión de los equipos capitalinos, pero el general fascista, Giorgio Vaccaro, tifoso y persona muy influyente del club lazial, solo estaba dispuesto a aceptar la fusión si esta fortalecía a la escuadra del barrio Prati, es decir, los otros clubes de la capital debían sumarse al equipo blanco y celeste, conservando este su nombre, sus colores y su emblema. Esto no fue aceptado, de modo que la Lazio siguió como club independiente y ajeno a la fusión. A partir de esto se generaría la clásica rivalidad entre los equipos romanos.
Fue otro miembro del PNF, Italo Foschi, quien estuvo a cargo de la conformación de la nueva entidad romana, la A. S. ROMA, a través de la fusión de las tres sociedades deportivas capitalinas antes mencionadas, y fue el primer presidente del club "giallorosso". La nueva sociedad adoptó como símbolo la "lupa capitolina" (La Loba Capitolina) y unos colores en que reconociesen todos los aficionados, los del confalón del Campidoglio (Colina Capitolina): el amarillo y el rojo imperial. Los apasionados al fútbol en Roma acudieron raudos al reclamo de las banderas capitolinas. Y de hecho fue esta una de las razones que hicieron inmediatamente a la Roma tremendamente popular entre las gentes de los viejos barrios y de las afueras.
Finalmente, el 22 de julio de 1927, casi un mes más tarde de la fundación del equipo, viene aprobada en la orden del día como número 1 en los locales del número cívico en el 35 de Via Uffici del vicario para fijar los cuadrantes y la operatividad del club.

### Primeros títulos

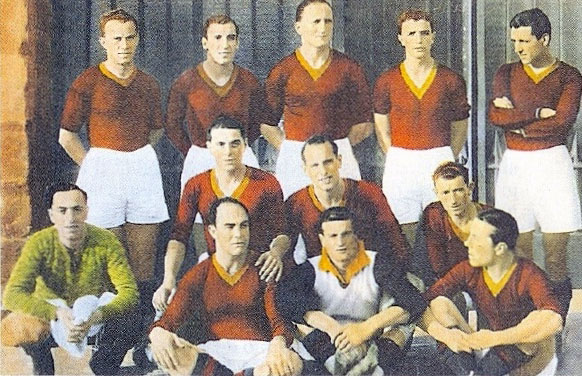
AS Roma 1931-32.

En su primera temporada de 1927-28, el equipo ganó su primer trofeo, la Copa CONI al derrotar al Modena FC en la final. Los primeros jugadores referentes y destacados del equipo fueron el goleador Rodolfo Volk, Fulvio Bernardini y el capitán Attilio Ferraris quien fue campeón en la Copa Mundial de Fútbol en 1934.
La Roma fue subcampeón en la Serie A en las temporadas 1930-31 y 1935-36. El club ganó su primer título de Serie A en la temporada 1941-42 después de un largo duelo con el Torino FC. Entrenado por el austro-húngaro Alfred Shaffer, era un equipo muy fuerte, con una defensa sólida guiada por el portero Guido Masetti y con un contraataque peligroso. Ese año, la clave fueron los 18 goles marcados por Amedeo Amadei. Este fue el primer Scudetto que no fue ganado por un equipo del norte de Italia.

### Caída y renacimiento
En la temporada 1950-51, llegó decimonoveno y descendió a la Serie B. Al año siguiente, fue primera en Serie B y regresó a Serie A, siendo esta la única vez que descendió.
Los "giallorossi", de vuelta en la Serie A, fueron entrenados por Gipo Viani, pero durante diez años, el único resultado importante fue el segundo lugar alcanzado en 1954/55.
En 1953, se trasladó para disputar sus partidos al Estadio Olímpico y en la temporada 1960-61 ganó su primer trofeo internacional, la Copa de Ferias, tras derrotar al Royale Union Saint-Gilloise (0-0 y 4-1), FC Colonia (2-0, 0-2 y 4-1) e Hibernian (2-2, 3-3, 6-0). La final la disputó contra el Birmingham City FC.
En Inglaterra, el Roma se adelantó en el marcador gracias a Pedro Waldemar Manfredini, autor de dos goles, pero el Birmingham empató con dos goles marcados por Mike Hellawell y Bryan Orritt. En el partido de vuelta jugado en el Olímpico, AS Roma no tuvo problemas y al final de la primera mitad llegaba con dos goles arriba: uno en propia meta obra de Brian Farmer y un gol de Manolo Pestrin. La estrella del torneo fue el gran delantero Manfredini (llamado "Piedone"), quien anotó 12 goles.

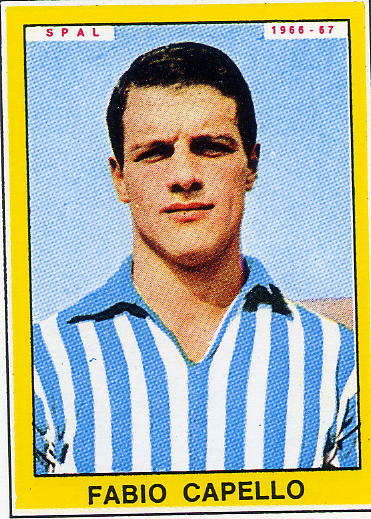
Fabio Capello.

En los años 1960, AS Roma consiguió ganar dos Copas de Italia (en 1964 y en 1969) y tuvo plantillas competitivas con buenos jugadores como Francisco Lojacono, Juan Alberto Schiaffino, Antonio Valentín Angelillo, Giacomo Losi y "Picchio" Giancarlo De Sisti. En 1969 fue memorable por la victoria en la Copa italiana, con Álvaro Marchini de presidente y el "Mago" Helenio Herrera de entrenador técnico. El papel principal fue interpretado por "Ciccio" Cardona y Fabio Capello.

### Los años 1970
En los años 1970 Gaetano Anzalone fue elegido presidente y contrató un nuevo entrenador, Nils Liedholm (También llamado "Barone"). El mayor mérito de Liedholm fue para dar espacio a jugadores jóvenes como Francesco Rocca y Agostino Di Bartolomei.
En la 1971-72 ganó el Trofeo Anglo-Italiano, pero poco después comenzó la era de la "Rometta", llena de temporadas mediocres y acompañada por una crisis económica que impidió a los administradores del club aumentar la estructura organizativa de este.
El Roma obtuvo el tercer lugar en 1974-75, por detrás de Juventus de Turín y SSC Napoli.
En 1979, la sociedad fue comprada por el rico empresario Dino Viola, que con buenos fichajes (Falcão, Toninho Cerezo, Herbert Prohaska, Carlo Ancelotti, Franco Tancredi, Pietro Vierchowod, Roberto Pruzzo y Bruno Conti) hizo un equipo muy competitivo. En 1980/81, la Roma fue subcampeón de Liga después de un largo duelo con la Juventus de Turín (en el partido final, el árbitro anuló un gol regular al romanista Turone).

### Los años 1980
La temporada 1982-83 fue finalmente, el año de una victoria deseada: Roma consiguió su segundo Scudetto en Génova el 8 de mayo de 1983 gracias a un gol de Pruzzo. El equipo, elaborado por Liedholm, resultó ser una máquina perfecta: una defensa impenetrable, con pilares como Tancredi, Vierchowod, Sebastiano Nela y Luigi Maldera, un centro del campo con admirable Di Bartolomei, Falcao, Ancelotti y Prohaska y un ataque explosivo con el delantero Pruzzo y el extremo Bruno Conti.
En la siguiente temporada, la Juventus ganó el título de Liga, superando al Roma por dos puntos. El equipo capitalino alcanzó la final por primera vez en la Champions League y después de haber eliminado a Göteborg AIS, CSKA Sofia, Dynamo de Berlín y Dundee United FC, cayó derrotado en la final ante el Liverpool FC (5-3 en la tanda de penaltis tras el empate 1-1 en tiempo reglamentario).
La temporada 1983-84 terminó con otra victoria en Copa de Italia contra el Hellas Verona, futuros campeones italianos. El resto de década, AS Roma solo tuvo discretas participaciones en la Liga italiana.

### Los difíciles 90

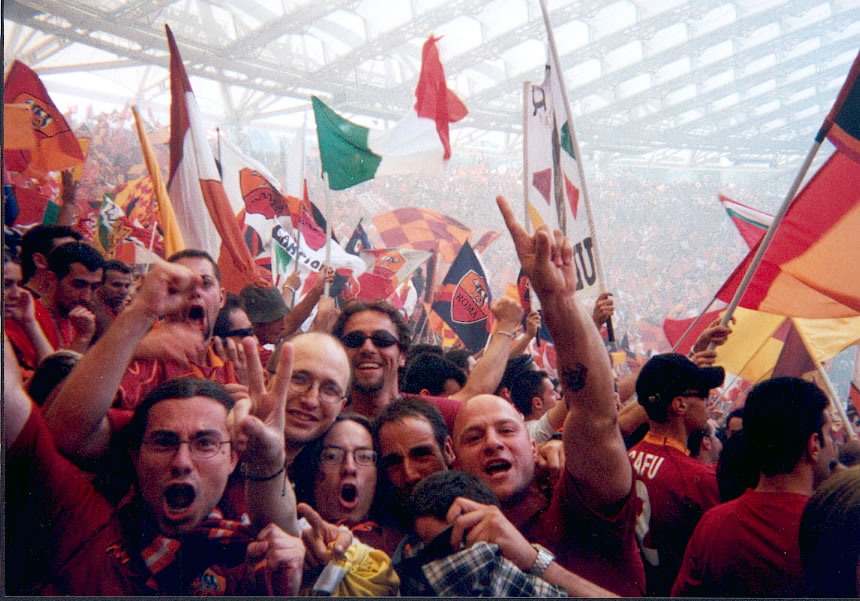
17 de junio de 2001: Roma gana su tercer campeonato.

En 1991 (el año de la muerte de Viola), bajo la dirección de Ottavio Bianchi, AS Roma logró clasificarse para la final de la Copa de la UEFA tras vencer al Benfica (1-0 y 0-1), Valencia CF (2-1 y 1-1), Girondins de Burdeos (5-0 y 0-2), RSC Anderlecht (3-0 y 2-3) y Brøndby IF (2-1 y 0-0). La final fue contra el Inter de Milán, que contaba con jugadores como Lothar Matthäus, Nicola Berti y Jürgen Klinsmann. AS Roma perdió en Milán 2-0 y no pudo remontar en el Olímpico de Roma, donde sólo pudo ganar por 1-0. Esa misma temporada pudo vencer en la final de la Copa de Italia al Sampdoria.
La temporada 1991-92 empezó con derrota en la Supercopa por 1-0 ante la Sampdoria de Gianluca Vialli y Roberto Mancini. Después de la muerte de Viola en 1991, la sociedad gestora del club fue víctima de una nueva crisis económica que desembocó en la venta de los mejores jugadores para obtener liquidez.
En 1994, Franco Sensi compró la Roma, salvándola de la bancarrota, y comenzó a crear un equipo muy fuerte con la incursión de jóvenes como Giuseppe Giannini, Francesco Totti, Di Biagio y Zanetti y con los fichajes de muchos campeones como Zago, Cafú, Samuel, Candela, Emerson, Zebina, Tommasi, Batistuta y Cassano. A la cabeza del equipo estuvieron los siguientes entrenadores: Carlo Mazzone (1994-96) y Zdeněk Zeman (1997-99).

### Vuelta a la élite en elsigloXXI
Para la temporada 2000-01, Sensi decidió contratar al entrenador técnico más exitoso en Italia en aquellos días, Fabio Capello, quien estaba dispuesto a transmitir al AS Roma su contrastado estilo de gestión. Sensi compró jugadores de primer nivel, entre ellos, Vincenzo Montella, Hidetoshi Nakata y Gabriel Batistuta, pero también Walter Samuel y Emerson. El Roma superó claramente a sus rivales y fue el líder del campeonato de principio a fin, terminando la temporada con un récord de puntos (75), la mayor cantidad registrada por cualquier otro equipo durante un campeonato de 18 equipos. Los héroes: Batistuta (con 20 goles), Montella y Totti.
La temporada 2001-02 comenzó con la conquista de la Supercopa de Italia tras vencer a la Fiorentina por 3-0. En cambio, al año siguiente, se perdió una final de Copa contra el Milan.

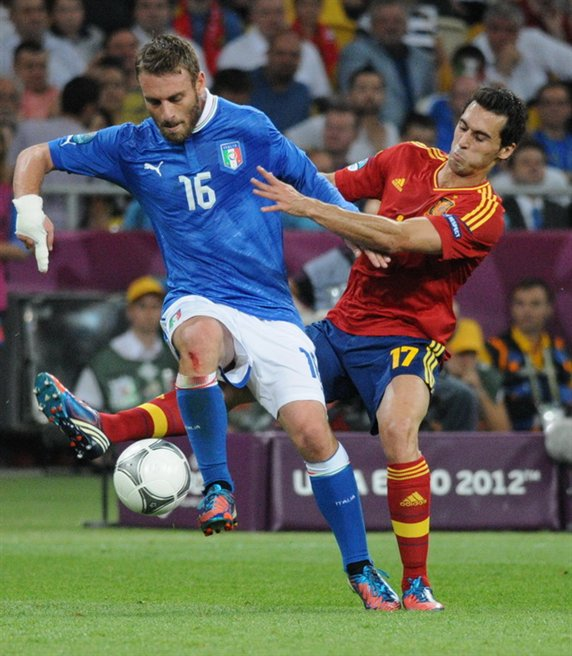
Daniele De Rossi, segundo capitán de la Roma.

En 2004, Capello se marchó a la Juventus y con él los jugadores Emerson y Zebina. Tras la marcha de estos, el equipo notó su falta y no hizo una buena temporada en la 2004/05 (terminó 8.º), después de ver pasar por el banquillo hasta a 4 entrenadores diferentes y de hablarse de problemas en el vestuario. Pero tras el escándalo del Calciopoli en 2006 y acabar la temporada como subcampeones, el equipo con Luciano Spalletti como entrenador y con una organización plagada de jóvenes, volvió a estar listo para luchar por el título.
En 2007, el capitán e ídolo del equipo, Francesco Totti, ganó la Bota de Oro como mejor goleador europeo. En cuanto a la Liga de Campeones de la UEFA, la Roma llegaría hasta los cuartos de final donde se enfrentaban al Manchester United derrotándoles 2-1 en la ida, pero en la vuelta fueron derrotados con un contundente 7-1.
Ese año terminaría con el subcampeonato en la Serie A y la consecución de la octava Copa de Italia para los romanos, ganando la final contra el Inter de Milán.
Al inicio de la temporada 2007-08, la Roma también se llevó la Supercopa ante el Inter en San Siro, gracias a un penal ejecutado por De Rossi. Esa temporada, el 5 de marzo de 2008 derrotaron 1-2 al Real Madrid en el Santiago Bernabéu garantizando así su pase los cuartos de final de la Champions League y donde nuevamente fueron eliminados por el Manchester United. El 24 de mayo del 2008, la Roma continuaría con su costumbre de jugar finales y disputaría la final de la Copa de Italia frente al Inter de Milán en el Estadio Olímpico. La Roma ganaría su novena Coppa, segunda consecutiva, al imponerse a los "nerazzurri" por 2-1, con goles de Philippe Mexès y Simone Perrotta.

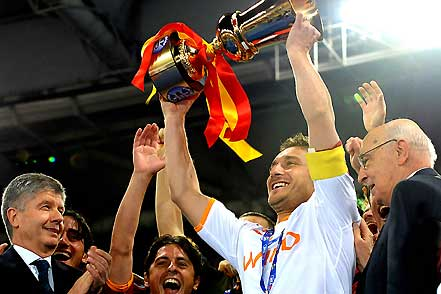
Totti levantando la Copa de Italia obtenida por la Roma en el 2008.

En el verano del 2008, el presidente Franco Sensi murió a la edad de 82 años después de 14 temporadas como presidente, en las que la AS Roma ganó un Campeonato italiano, dos Copas de Italia y dos Supercopas de Italia. La presidencia pasó a manos de su hija, Rosella Sensi.
Después de que Claudio Ranieri sustituyera a Luciano Spalletti, la Roma encadenó 24 partidos invicta, llegando a alcanzar el liderato, y terminó en segundo lugar en la Serie A 2009/10, por detrás del Inter de Milán, teniendo opciones de ser campeón en la última jornada. Igualmente, perdió la final de Copa frente al conjunto lombardo. Pero el curso 2010-11 fue decepcionante, ya que el equipo sólo ganó un partido de los 6 primeros, y aunque escalaría hasta la primera parte de la clasificación, estuvo lejos de luchar por el Scudetto. Vincenzo Montella sustituyó al dimitido Claudio Ranieri para el tercio final del campeonato, pero la Roma se mantuvo en la 6.ª posición de la Liga.

#### Era Pallotta
En el verano de 2011, después de diecisiete años de presidencia, La Familia Sensi vende el club al estadounidense Thomas Di Benedetto. James Pallota se convertiría en el nuevo presidente de la entidad al año siguiente, sustituyendo al propietario.
Para la temporada 2011-2012, los dirigentes le entregaron el plantel al entrenador español Luis Enrique, proveniente de FC Barcelona B de la Segunda División española, con lo cual comenzó un nuevo proyecto, el cual busca volver a llevar a la Roma a los primeros lugares a nivel nacional e internacional. Algunos de los jugadores que se sumaron a este proyecto fueron: Bojan Krkić (proveniente del FC Barcelona), Erik Lamela (llegó desde River Plate por 15 millones de euros), Pablo Daniel Osvaldo (goleador en el Espanyol), Fernando Gago (que llega desde el Real Madrid), Maarten Stekelenburg (arquero titular de la selección neerlandesa en la final del Mundial de Sudáfrica 2010), Gabriel Heinze (exjugador del Real Madrid, Manchester United, Olympique de Marsella y la Selección argentina) y Miralem Pjanić (jugador bosnio, ex del Lyon), entre otros. Luis Enrique dotó al equipo de su particular sistema de juego, prescindiendo de los extremos abiertos y apostando por un fútbol asociativo y de ataque por el centro.
El estreno de esta nueva temporada no fue el mejor, pues la Roma fue eliminada en la ronda previa de la UEFA Europa League por el Slovan Bratislava. Tras un irregular inicio en la Serie A 2011-12, el equipo romano logró mejorar y situarse en posiciones europeas durante la mayor parte de la segunda vuelta, pero finalmente terminó en un 7.º puesto que no colmó las aspiraciones de la directiva. Además, la Lazio ganó los dos derbis del campeonato por primera vez desde 1998, lo que obviamente no gustó a los pasionales aficionados romanistas. Tras una complicada campaña donde fue seriamente criticado, Luis Enrique anunció su marcha; y en su lugar se fichó a Zdeněk Zeman, quien regresaba para iniciar su segunda etapa en el club romano.
La Roma, de nuevo bajo las órdenes del técnico checo, arrancó el campeonato oscilando entre la quinta y la octava posición del campeonato. Zeman fue destituido tras una derrota por 2-4 ante el Cagliari en la jornada 23, dejando a la Roma en 8.ª posición; y su asistente Aurelio Andreazzoli se hizo cargo del equipo interinamente, llevando a los "giallorossi" al 6.º puesto en la Serie A y perdiendo la final de la Copa. Al término de la temporada, Rudi García fue anunciado como nuevo técnico romanista, siendo el primer entrenador francés de la historia del club.
Al comienzo de la temporada 2013-2014, la Roma (dirigida por Rudi García) obtuvo un récord en la Serie A al ganar 10 partidos seguidos al inicio de la temporada. El récord pertenecía a la Juventus de la temporada 2005-2006, dirigida por Fabio Capello, con 9 victorias consecutivas en un arranque de temporada. La Roma consiguió igualar el récord en un partido ante el Udinese disputado en el Stadio Friuli venciéndolos 1-0 con gol del estadounidense Michael Bradley, y lo rompió en el Estadio Olímpico ante el Chievo Verona venciéndolos también 1-0 con anotación de Marco Borriello. Por el camino cayeron rivales como el Lazio (2-0), Inter de Milán (0-3) y Napoli (2-0). Sin embargo, luego encadenó cuatro empates consecutivos y fue derrotado por la Juventus, que le arrebató el liderato, aunque conservaba el segundo lugar en la clasificación. A falta de cuatro jornadas para el final de la Serie A, el equipo romano se asegura matemáticamente el subcampeonato con una racha de 7 victorias consecutivas, además de igualar su récord particular de puntos y superar el de victorias en una Liga. Asimismo, regresó a la Liga de Campeones después de tres años de ausencia (desde la edición 2010-11).
Durante agosto de 2014, el grupo inversor de James Pallotta se hace con el 100 % de la propiedad del club.
En su vuelta a la Liga de Campeones, el sorteo encuadró a la Roma en el "grupo de la muerte", con el Bayern de Múnich, el CSKA de Moscú y el Manchester City. Pese a tener un arranque demoledor aplastando sin piedad al CSKA de Moscú por 5-1, la Roma no pasaría de fase de grupos. El equipo alemán y el equipo inglés se clasificaron para octavos de final, relegando al equipo transalpino a la Liga Europa. En los dieciseisavos de final, eliminaría al Feyenoord, pero en octavos de final quedaría eliminado por la Fiorentina. En la Serie A, la Roma mantiene unos números muy similares a los del curso anterior, terminando la primera vuelta como 2.º clasificado; mientras que en la Copa de Italia, la Roma cae en cuartos de final ante la Fiorentina (0-2). Al comenzar el año 2015, la Roma se atasca en una serie de empates que hacen esfumarse el sueño del Scudetto, por lo que tiene que centrarse en defender la segunda posición. Pese a que llegó a verse superado por la Lazio, finalmente el conjunto giallorosso se asegura el subcampeonato al ganar el derbi contra su rival ciudadano en la penúltima jornada de la Serie A.

En la temporada 2015-16, la Roma tuvo un buen arranque de temporada (23 puntos en los 10 primeros partidos) gracias a los fichajes de Edin Džeko y Mohamed Salah, que convierten al equipo giallorosso en el conjunto más goleador del campeonato. En la Liga de campeones de la UEFA, la Roma arranca con buen pie, empatando 1-1 con el campeón vigente, el FC Barcelona. En la segunda fecha, cae derrotada sorpresivamente ante el BATE Borisov por 3-2. En la tercera fecha, empata 4-4 en el último minuto con el Bayer Leverkusen. Para la cuarta, en la que estaba obligada a ganar si quería tener chances de alcanzar los octavos de final, cumplió con la lógica y venció en condición de local al Bayer Leverkusen por 3-2. Esa victoria coloca a los "giallorossi" en puestos de clasificación, pero en la quinta jornada, cayó en el Camp Nou por 6-1 ante Barcelona. En la última jornada, consiguió clasificar a los octavos de final con un pobre empate 0-0 en su casa ante el BATE Borisov. Sin embargo, luego de la dura derrota ante el FC Barcelona en la penúltima jornada, el equipo perdió mucha confianza y con ella el buen juego. Durante ese período de crisis, la Roma finaliza la primera parte del campeonato muy mal, pasa de estar puntera durante el primer tercio de la Serie A a caer al 5.º puesto. Además, fue eliminada de la Copa de Italia en la primera fase. El equipo terminó la primera vuelta de la Serie A en 5.ª posición. Tras obtener un solo triunfo en 10 partidos, Rudi García fue destituido, y al día siguiente se anunciaba el regreso de Luciano Spalletti al banquillo del Olímpico. En los octavos de final de la Liga de Campeones, la Roma se midió con el Real Madrid. El equipo español ganaría ambos partidos por 2-0, quedando el cuadro italiano definitivamente eliminado del torneo. Con el cambio de entrenador y los fichajes invernales de Stephan El Shaarawy y Diego Perotti, la Roma inició una racha positiva de juego y resultados que la llevaron a la 3.ª posición en el campeonato local. Finalmente y pese a derrotar al Napoli por 1-0 en la antepenúltima jornada, el equipo romano no pudo obtener el subcampeonato, terminando 3.º a solo dos puntos del 2.º.

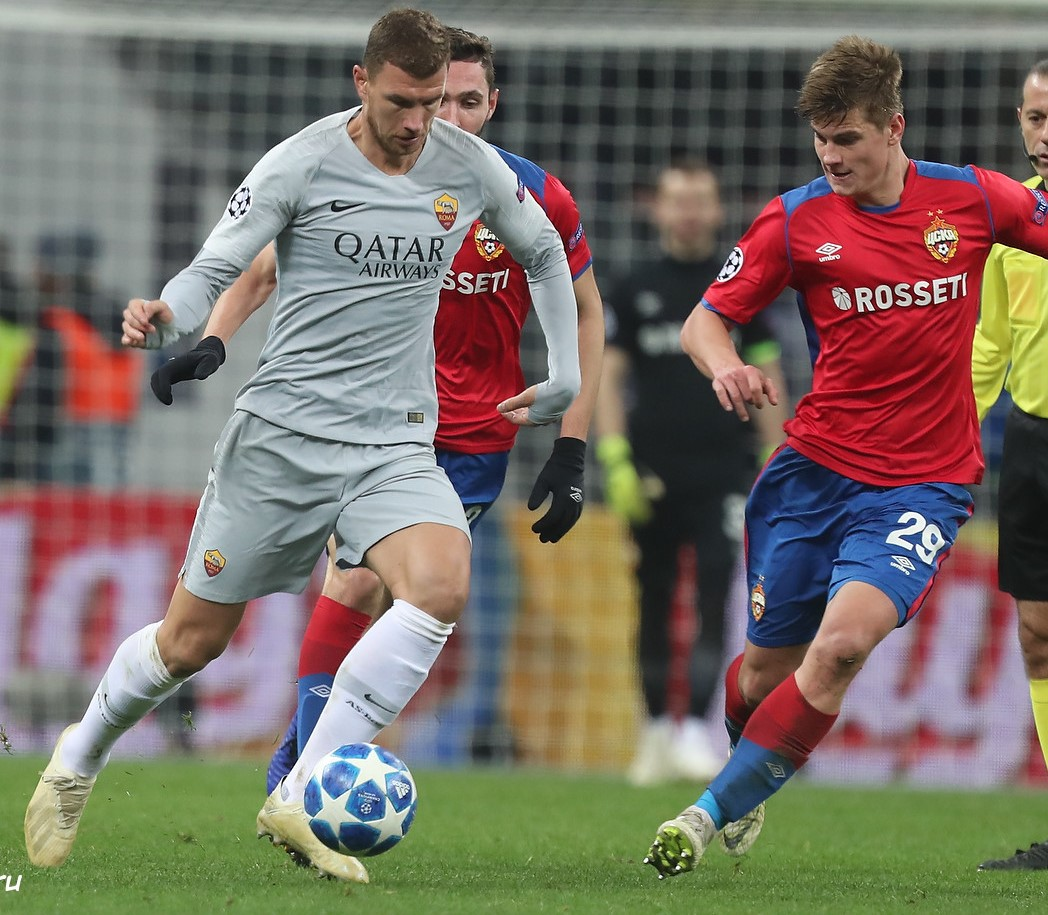
El bosnio Edin Džeko ha sido la principal figura goleadora del club desde 2015.

La Roma comenzó una nueva temporada cayendo ante el Oporto en la eliminatoria previa de la Liga de Campeones de la UEFA, por lo que fue repescada para la Liga Europea. En la Serie A, el equipo comenzó bien, situándose como la principal amenaza para romper la hegemonía de la Juventus en 2.º puesto. En la Copa Italia, la Roma fue eliminada por la Lazio en semifinales; mientras que en la Liga Europa, cayó en octavos de final a manos del Olympique de Lyon. Finalmente, el conjunto capitalino obtuvo un nuevo subcampeonato en la Serie A, estableciendo unos nuevos récords particulares de goles (90) y puntos (87) el día en el que Francesco Totti jugó su último partido con la camiseta de la Roma.

La Roma llegó a semifinales de la Liga de Campeones en 2018.

Tras la marcha de Luciano Spalletti, el exjugador de la Roma Eusebio Di Francesco fue contratado como nuevo entrenador, al tiempo que Monchi se incorporaba como director deportivo del equipo. El español, reconocido por su labor en saber compaginar un bajo coste en nuevas contrataciones que resultan en un buen rendimiento deportivo y cuyo trabajo es estudiado a nivel universitario, se postuló como el referente a nivel institucional en la nueva etapa. Fichajes como Lorenzo Pellegrini, procedente del Sassuolo; Héctor Moreno, del PSV neerlandés; Aleksandar Kolarov, del Manchester City; o Maxime Gonalons, del Olympique de Lyon, reforzaron el equipo son vistas al futuro.
Si bien los resultados no fueron los esperados tras el subcampeonato nacional vigente, se concentró en conformar un bloque para las sucesivas temporadas.
El 10 de abril de 2018, la Roma se clasificó sorpresivamente a las semifinales de la Liga de Campeones eliminando al FC Barcelona con un resultado global de 4-4, gracias a una abultada victoria en la vuelta con goles de Edin Džeko, Daniele de Rossi y Kostas Manolas (por la regla del gol de visitante, la Roma accedió automáticamente a las semifinales). Era la primera vez que la Roma llega a esta instancia en el nuevo formato del campeonato. Sin embargo, ya en semifinales, el equipo fue eliminado por el Liverpool por un resultado global de 6-7. Finalmente, la Roma concluyó la temporada asegurándose la 3.ª posición en la Serie A. Para la siguiente temporada se marcharon jugadores clave tales como Radja Nainggolan, Alisson Becker o Kevin Strootman y se realizó un lavado de cara con jugadores de la talla de Steven N'Zonzi o Javier Pastore.
El 7 de marzo de 2019, tras ser eliminado en cuartos de final de la Copa de Italia por la Fiorentina (7-1) y de octavos de final de la Liga de Campeones por el Porto (2-1, 3-1), el club anunció la destitución de Eusebio Di Francesco. Al día siguiente, el 8 de marzo, se confirmó la marcha de Monchi como director deportivo y la contratación de Claudio Ranieri como nuevo técnico para el resto de la temporada. La Roma terminó la Serie A en 6.ª posición, clasificándose así para la UEFA Europa League.
En junio de 2019, Paulo Fonseca se convirtió en el nuevo entrenador de la Roma para las 2 próximas temporadas. El equipo transalpino mantuvo unos números similares a los del año anterior en la Serie A, consiguiendo la 5.ª posición en el campeonato nacional, por lo que volvió a clasificarse para la fase de grupos de la Liga Europa.

#### Era Dan Friedkin
El 25 de mayo del 2022, ganan la primera edición de la UEFA Conference League tras ganarle la final al Feyenoord por 1-0, obteniendo de esta manera el segundo título internacional de su historia.
El 31 de mayo del 2023, pierden la final de la UEFA Europa League enfrentándose al Sevilla, perdiendo su primera final de este torneo.

## Seguidores

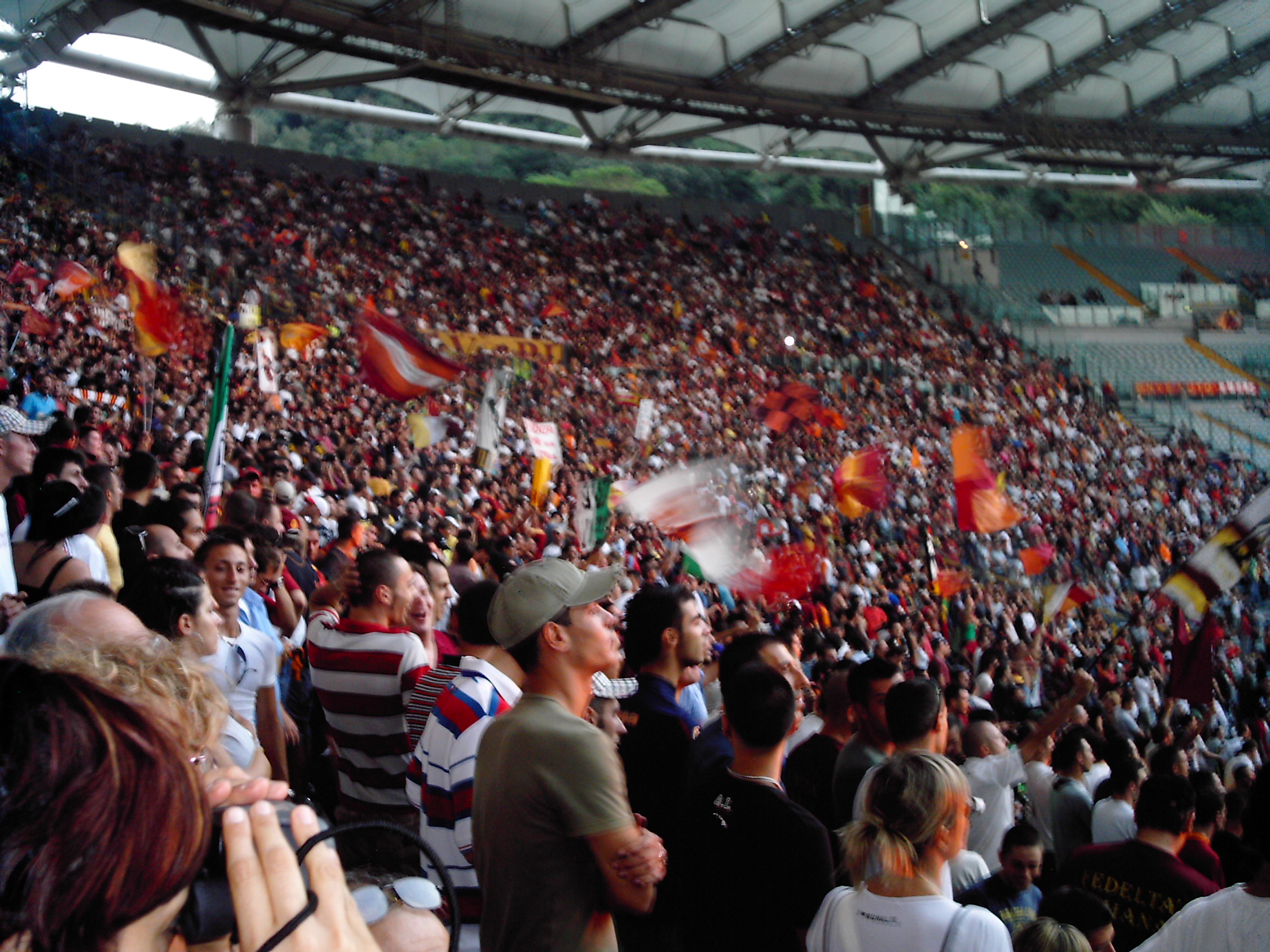
Simpatizantes de La Roma en el Stadio Olimpico.

La Roma, según una encuesta realizada por el instituto de sondeos Demos en septiembre de 2016, es el quinto equipo con más hinchas de toda Italia con el 7 % de la población. Se encuentra tras la Juventus (34 %), el Milan (14 %), el Inter (14 %) y el Napoli (13 %). La "casa" de los aficionados romanistas es la Curva Sud del Estadio Olímpico de Roma. Las principales rivalidades son con: Lazio, Juventus, Inter, Milan, Fiorentina y Napoli.

## Presidentes
| - 1927–1928: Italo Foschi. - 1928–1935: Renato Sacerdoti. - 1935–1936: Vittorio Scialoja. - 1936–1941: Igino Bettini. - 1941–1944: Edgardo Bazzini. - 1944–1949: Pietro Baldassarre. - 1949–1952: Pier Carlo Restagno. - 1952: Romolo Vaselli. - 1952–1958: Renato Sacerdoti. - 1958–1962: Anacleto Gianni. - 1962–1965: Francesco Marini-Dettina. - 1965–1968: Franco Evangelisti. - 1968–1969: Francesco Ranucci. - 1969–1971: Álvaro Marchini. - 1971–1979: Gaetano Anzalone. - 1979–1991: Dino Viola. - 1991: Flora Viola. - 1991–1993: Giuseppe Ciarrapico. |  | - 1993: Ciro Di Martino. - 1993–2008: Francesco Sensi. - 2008–2011: Rosella Sensi. - 2011–2012: Thomas Di Benedetto. - 2012–2020: James Pallotta. - 2020–presente: Dan Friedkin. |

## Indumentaria
|  | Para un completo desarrollo véase Historia del uniforme de la Associazione Sportiva Roma |

En la fundación del AS Roma, el uniforme estaba compuesto por camiseta roja imperial, pantaloneta roja imperial y medias rojas imperial.
| Raíces      | Raíces        | Raíces |
| ----------- | ------------- | ------ |
| Alba-Audace | Fortitudo-Pro | Roman  |

- Uniforme titular: Camisa rojo oscuro imperial, pantaloneta rojo oscuro imperial o blanca y medias rojas oscuras imperial.
- Uniforme alternativo: Camiseta blanca, pantaloneta roja oscura imperial y medias blancas.
- 3° uniforme: Camiseta amarilla oro, pantaloneta amarilla oro y medias amarillas oro.

### Representación
| Primer | ver evolución | Actual |

## Instalaciones

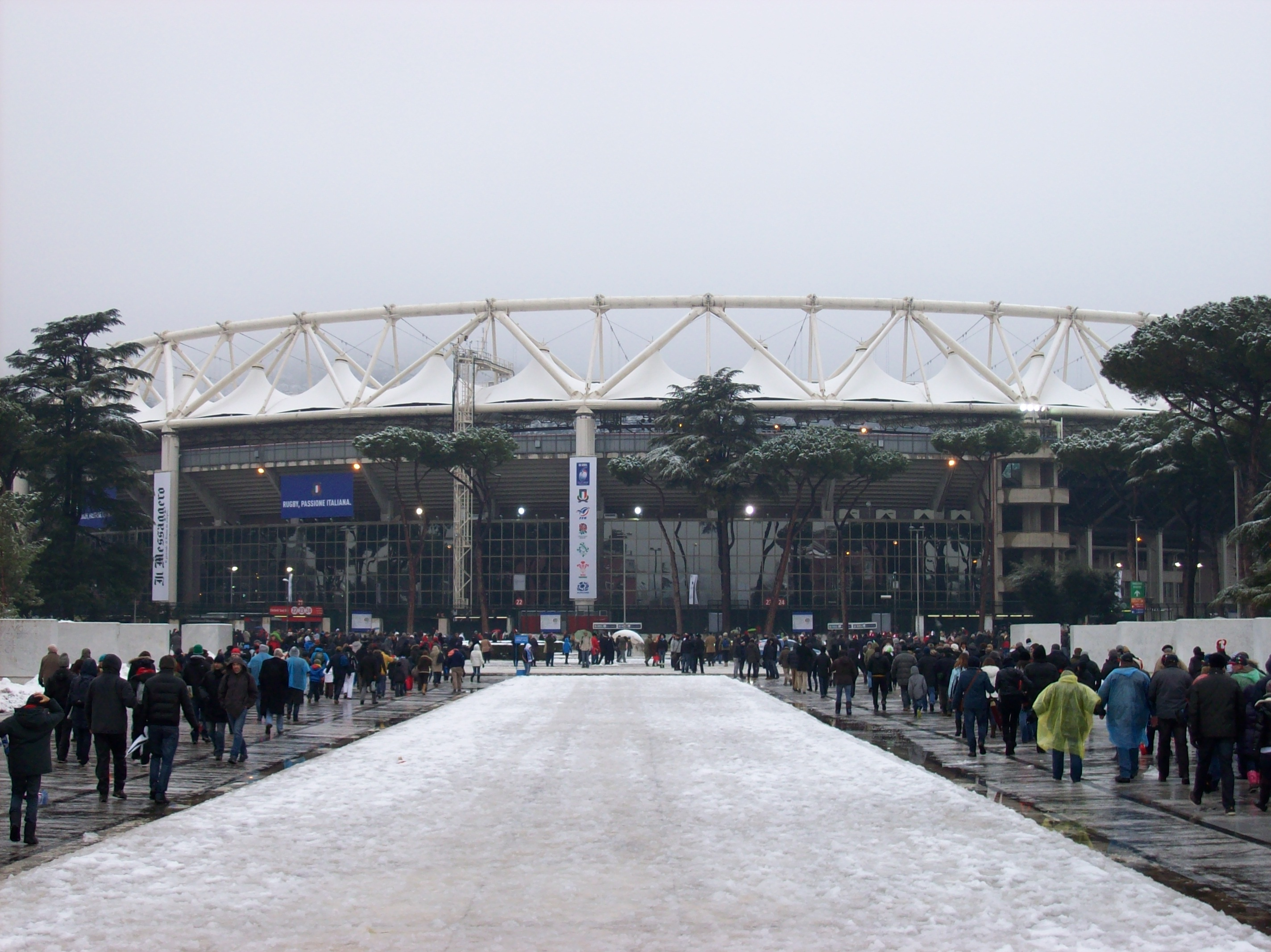
Stadio Olimpico de Roma.

Stadio Olimpico, localizado en el Foro Itálico, es el mayor estadio de Roma, Italia. Es el estadio local de la Selección Nacional de Fútbol de Italia, en ellos juegan como local los dos equipos de la ciudad, AS Roma y SS Lazio. El estadio se inauguró en 1937 y posteriormente en 2008 tuvo una renovación. El estadio tiene una capacidad para albergar a 72 700 espectadores. Fue el estadio donde se celebraron los Juegos Olímpicos de Roma en 1960. También ha albergado importantes acontecimientos como la Eurocopa de 1980, el Mundial de Italia 1990 y finales de Champions League, como la del 2009, donde se enfrentaron FC Barcelona y Manchester United.

### Stadio della Roma
A finales de 2012 el consejero delegado del club, Italo Zanzi, anunció la construcción de un nuevo estadio con capacidad para 52 500 espectadores propiedad del conjunto romano ubicado en el sudeste de Roma, cuya inauguración está prevista para la temporada 2016/17.

## Datos del club
- Temporadas en la Serie A: 93 (más 2 en Divizione Nazionale).
- Temporadas en la Serie B: 1.
- Mejor puesto en la liga: 1º (1941-42, 1982-83, 2000-01).
- Más partidos invicto: 24, desde el 23 de septiembre de 2001 (2-1 vs. Fiorentina) hasta el 24 de marzo de 2002 (1-3 vs. Internazionale).

Victorias
- Mayor número de victorias en un campeonato: 28 (2016-17).
- Menor número de victorias en un campeonato: 6 (1972-73, 1975-76).
- Mayor número de victorias consecutivas: 11 (2005-06).
- Mejor arranque en Serie A: 10 (2013-14).[38]

Puntos
- Mayor número de puntos en un campeonato: 87 en 38 partidos (2016-17) - (3 puntos por victoria).
- Menor número de puntos en un campeonato: 24 en 30 partidos (1972-73) - (2 puntos por victoria).

Goles
- Mayor número de goles en un campeonato: 90 en 38 partidos (2016-17).
- Menor número de goles en un campeonato: 15 en 30 partidos (1974-75).

Goleadas
- En casa:
  - Mayor goleada a favor:
    - En liga:
      - Roma 9-0 Cremonese en la temporada 1929-30.

    - En competiciones internacionales:
      - Roma 10-1  Altay en la Copa de Ferias 1962-63 (Torneo no oficial para la UEFA).
      - Roma 7-0  Vitória Setúbal en la Copa de la UEFA 1999-2000.

  - Mayor goleada en contra:
    - En liga:
      - Roma 0-7 Torino en la temporada 1945-46.

    - En competiciones internacionales:
      - Roma 1-7  Bayern Múnich en la Liga de Campeones 2014-15.
- Fuera de casa:
  - Mayor goleada a favor:
    - En liga:
      - Alessandria 1-6 Roma en la temporada 1934-35.
      - Cremonese 0-5 Roma en la temporada 1984-85.

    - En competiciones internacionales:
      -  KAA Gent 1-7 Roma en la Liga Europea 2009-10.

  - Mayor goleada en contra:
    - En liga:
      - Juventus 7-1 Roma en la temporada 1931-32.

    - En competiciones internacionales:
      -  Manchester United 7-1 Roma en la Liga de Campeones 2006-07.

### Participación internacional

#### Por competición
Nota: En negrita competiciones activas.
| Competición                                                  | Temp. | PJ  | PG  | PE | PP | GF  | GC  | Dif. | Puntos | Mejor posición |
| ------------------------------------------------------------ | ----- | --- | --- | -- | -- | --- | --- | ---- | ------ | -------------- |
| Liga de Campeones de la UEFA                                 | 13    | 110 | 42  | 27 | 41 | 148 | 158 | -10  | 150    | Subcampeón     |
| Liga Europa de la UEFA                                       | 18    | 145 | 78  | 28 | 39 | 258 | 146 | +112 | 262    | Subcampeón     |
| Recopa de Europa de la UEFA                                  | 6     | 29  | 12  | 9  | 8  | 34  | 24  | +10  | 45     | Semifinalista  |
| Liga Europa Conferencia de la UEFA                           | 1     | 12  | 8   | 2  | 2  | 30  | 15  | +15  | 26     | Campeón        |
| Total                                                        | 38    | 296 | 139 | 66 | 91 | 470 | 343 | +127 | 483    | 1 título       |
| Actualizado al último partido jugado el 14 de abril de 2022. |       |     |     |    |    |     |     |      |        |                |

## Registros

### Jugadores con mayor número de encuentros disputados
Para otros datos estadísticos de los jugadores, consultar Estadísticas de la Associazione Sportiva Roma
A continuación se listan los quince jugadores con mayor número de encuentros disputados con el club en todas las competiciones a lo largo de la historia.
Nota (1): Incluidos partidos en la Copa de Europa (E1), Recopa de Europa (E2), Copa UEFA (E3), Supercopa de Europa (E4).

Nota (2): Incluidos partidos en el Torneo Estivo del 1986, Torneo de año nuevo 1981, la Supercopa de Italia y la Copa di Lega, Copa Intertoto, Copa Latina, Copa Mitropa, Copa de Ferias, Copa Alpes, Copa Intercontinental y Mundial de Clubes.
| \| # \| Jugador \| Total \| Liga \| Copa \| Europa (1) \| Europa (1) \| Europa (1) \| Europa (1) \| Otros (2) \| R. \| \| # \| Jugador \| Total \| Liga \| Copa \| E1 \| E2 \| E3 \| E4 \| Otros (2) \| R. \| \| --- \| ---------------------- \| ----- \| ---- \| ---- \| ---------- \| ---------- \| ---------- \| ---------- \| --------- \| ---- \| \| 1 \| Francesco Totti \| 786 \| 619 \| 59 \| 57 \| - \| 46 \| - \| 5 \| [82] \| \| 2 \| Daniele De Rossi \| 616 \| 459 \| 55 \| 63 \| - \| 35 \| - \| 4 \| [83] \| \| 3 \| Giacomo Losi \| 467 \| 386 \| 29 \| - \| - \| - \| - \| 52 \| [84] \| \| 4 \| Giuseppe Giannini \| 437 \| 319 \| 79 \| - \| 11 \| 27 \| - \| 1 \| [85] \| \| 5 \| Aldair dos Santos \| 436 \| 330 \| 41 \| 11 \| 6 \| 47 \| - \| 1 \| [86] \| \| 6 \| Sergio Santarini \| 431 \| 344 \| 70 \| - \| 9 \| 6 \| - \| 2 \| [87] \| \| 7 \| Bruno Conti \| 402 \| 304 \| 64 \| 9 \| 11 \| 14 \| - \| - \| [88] \| \| 8 \| Sebino Nela \| 397 \| 282 \| 63 \| 7 \| 17 \| 27 \| - \| 1 \| [89] \| \| 9 \| Franco Tancredi \| 385 \| 289 \| 58 \| 9 \| 14 \| 13 \| - \| 2 \| [90] \| \| 10 \| Guido Masetti \| 364 \| 338 \| 19 \| - \| - \| - \| - \| 7 \| [91] \| \| 11 \| Damiano Tommasi \| 351 \| 263 \| 34 \| 19 \| - \| 34 \| - \| 1 \| [92] \| \| 12 \| Simone Perrotta \| 327 \| 246 \| 33 \| 31 \| - \| 14 \| - \| 3 \| [93] \| \| 13 \| Roberto Pruzzo \| 315 \| 240 \| 48 \| 7 \| 13 \| 7 \| - \| - \| [94] \| \| = \| Christian Panucci \| 315 \| 229 \| 34 \| 38 \| - \| 12 \| - \| 2 \| [95] \| \| 15 \| Agostino Di Bartolomei \| 310 \| 237 \| 52 \| 8 \| 4 \| 7 \| - \| 2 \| [96] \| \| \| \| \| \| \| \| \| \| \| \| \| \| \| \| \| \| \| \| \| \| \| \| \| \| \| \| \| \| \| \| \| \| \| \| \| \| ... \| Alessandro Florenzi \| 280 \| 227 \| 12 \| 33 \| - \| 8 \| - \| - \| [97] \| \| ... \| Edin Džeko \| 229 \| 177 \| 7 \| 27 \| - \| 18 \| - \| - \| [98] \| |                        |       |      |      |            |            |            |            |           |        |
| # | Jugador                | Total | Liga | Copa | Europa (1) | Europa (1) | Europa (1) | Europa (1) | Otros (2) | R.     |
| # | Jugador                | Total | Liga | Copa | E1         | E2         | E3         | E4         | Otros (2) | R.     |
| 1 | Francesco Totti        | 786   | 619  | 59   | 57         | -          | 46         | -          | 5         | [ 82 ] |
| 2 | Daniele De Rossi       | 616   | 459  | 55   | 63         | -          | 35         | -          | 4         | [ 83 ] |
| 3 | Giacomo Losi           | 467   | 386  | 29   | -          | -          | -          | -          | 52        | [ 84 ] |
| 4 | Giuseppe Giannini      | 437   | 319  | 79   | -          | 11         | 27         | -          | 1         | [ 85 ] |
| 5 | Aldair dos Santos      | 436   | 330  | 41   | 11         | 6          | 47         | -          | 1         | [ 86 ] |
| 6 | Sergio Santarini       | 431   | 344  | 70   | -          | 9          | 6          | -          | 2         | [ 87 ] |
| 7 | Bruno Conti            | 402   | 304  | 64   | 9          | 11         | 14         | -          | -         | [ 88 ] |
| 8 | Sebino Nela            | 397   | 282  | 63   | 7          | 17         | 27         | -          | 1         | [ 89 ] |
| 9 | Franco Tancredi        | 385   | 289  | 58   | 9          | 14         | 13         | -          | 2         | [ 90 ] |
| 10 | Guido Masetti          | 364   | 338  | 19   | -          | -          | -          | -          | 7         | [ 91 ] |
| 11 | Damiano Tommasi        | 351   | 263  | 34   | 19         | -          | 34         | -          | 1         | [ 92 ] |
| 12 | Simone Perrotta        | 327   | 246  | 33   | 31         | -          | 14         | -          | 3         | [ 93 ] |
| 13 | Roberto Pruzzo         | 315   | 240  | 48   | 7          | 13         | 7          | -          | -         | [ 94 ] |
| = | Christian Panucci      | 315   | 229  | 34   | 38         | -          | 12         | -          | 2         | [ 95 ] |
| 15 | Agostino Di Bartolomei | 310   | 237  | 52   | 8          | 4          | 7          | -          | 2         | [ 96 ] |
| |                        |       |      |      |            |            |            |            |           |        |
| |                        |       |      |      |            |            |            |            |           |        |
| |                        |       |      |      |            |            |            |            |           |        |
| ... | Alessandro Florenzi    | 280   | 227  | 12   | 33         | -          | 8          | -          | -         | [ 97 ] |
| ... | Edin Džeko             | 229   | 177  | 7    | 27         | -          | 18         | -          | -         | [ 98 ] |

Datos actualizados hasta el último partido jugado el 5 de noviembre de 2020. En negrita los jugadores aún activos en el club.

### Goleadores históricos
A continuación se indican los diez jugadores con más goles.
Nota: indicados en negrita jugadores en activo en el club.
| \| Jugador \| Goles \| Partidos \| Prom. \| \| ----------------- \| ----- \| -------- \| ----- \| \| Francesco Totti \| 307 \| 786 \| 0.40 \| \| Roberto Pruzzo \| 138 \| 315 \| 0.44 \| \| Edin Džeko \| 119 \| 260 \| 0.46 \| \| Amedeo Amadei \| 111 \| 234 \| 0.47 \| \| Rodolfo Volk \| 106 \| 161 \| 0.66 \| \| Pedro Manfredini \| 104 \| 164 \| 0.63 \| \| Vincenzo Montella \| 102 \| 258 \| 0.40 \| \| Abel Balbo \| 87 \| 182 \| 0.48 \| \| Marco Delvecchio \| 81 \| 300 \| 0.27 \| \| Dino da Costa \| 79 \| 163 \| 0.48 \| |       |          |       |
| Jugador | Goles | Partidos | Prom. |
| Francesco Totti | 307   | 786      | 0.40  |
| Roberto Pruzzo | 138   | 315      | 0.44  |
| Edin Džeko | 119   | 260      | 0.46  |
| Amedeo Amadei | 111   | 234      | 0.47  |
| Rodolfo Volk | 106   | 161      | 0.66  |
| Pedro Manfredini | 104   | 164      | 0.63  |
| Vincenzo Montella | 102   | 258      | 0.40  |
| Abel Balbo | 87    | 182      | 0.48  |
| Marco Delvecchio | 81    | 300      | 0.27  |
| Dino da Costa | 79    | 163      | 0.48  |

Datos actualizados a 28 de julio de 2021.

### Jugadores históricos
Lista de jugadores históricos que han vestido la camiseta del club, clasificados según el año de debut, y reconocidos por sus logros y trayectoria. Indicados entre paréntesis las temporadas en el primer equipo y con un asterisco los jugadores formados en las categorías inferiores.
- Solo se indica la nacionalidad futbolística, pese a que algunos jugadores posean más de una. En caso de las dobles banderas, indican que vistió dos camisetas nacionales cuando antiguamente estaba permitido.

39 futbolistas históricos
- Aldair dos Santos
- Amedeo Amadei *
- Sergio Andreoli
- Carlo Ancelotti
- Gabriel Batistuta
- Fulvio Bernardini
- Marcos de Morães Cafú
- Vincent Candela
- Giorgio Carpi *
- Bruno Conti *
- Mario De Micheli
- David Pizarro
- Daniele De Rossi *
- Giancarlo De Sisti *
- Agostino Di Bartolomei *
- Edin Džeko
- Roberto Falcão
- Attilio Ferraris
- Alessandro Florenzi *
- Alcides Ghiggia
- Giuseppe Giannini *
- Giacomo Losi
- Pedro Manfredini
- Guido Masetti
- Vincenzo Montella
- Sebastiano Nela
- Christian Panucci
- Simone Perrotta
- Roberto Pruzzo
- Francesco Rocca
- Sergio Santarini
- Giuliano Taccola
- Franco Tancredi
- Damiano Tommasi
- Toninho Cerezo
- Francesco Totti *
- Arcadio Venturi
- Rodolfo Volk
- Rudi Völler
- Antonio Angelillo
- Abel Balbo
- Gabriel Heinze
- Claudio Caniggia
- Walter Samuel
- Júlio Baptista
- Cicinho
- Dino Da Costa
- Émerson
- Juan Silveira dos Santos
- Maicon
- Marquinhos
- Antônio Carlos Zago
- Alisson Becker
- Artur Moraes
- Donieber Alexander Marangon
- Miralem Pjanić
- Alberto Aquilani
- Dario Bonetti
- Ruben Buriani
- Amedeo Carboni
- Stephan El Shaarawy
- Antonio Cassano
- Raffaele Costantino
- Marco Delvecchio
- Luigi Di Biagio
- Pablo Osvaldo
- Carlo Petrini
- Pierino Prati
- Claudio Ranieri
- Ruggiero Rizzitelli
- Morgan de Sanctis
- Angelo Benedicto Sormani
- Luca Toni
- Pietro Vierchowod
- Cristiano Zanetti
- Nicolò Zaniolo
- Christopher Smalling
- Ashley Cole
- Lucas Digne
- Ludovic Giuly
- Philippe Mexès
- Jérémy Ménez
- Maarten Stekelenburg
- Kevin Strootman
- Urby Emanuelson
- Nils Liedholm
- Gunnar Nordahl
- Jonas Thern
- Thomas Häßler
- Antonio Rüdiger
- Radja Nainggolan
- Thomas Vermaelen
- Bojan Krkić
- Luis Del Sol
- Joaquín Peiró
- Pep Guardiola
- Pau López
- John Carew
- John Arne Riise
- Cristian Chivu
- Bogdan Lobonț
- Alcides Ghiggia
- Juan Alberto Schiaffino
- Mehdi Benatia
- Zbigniew Boniek
- Wojciech Szczęsny
- Siniša Mihajlović
- Hidetoshi Nakata
- Shō Kanazawa
- David Pizarro
- Herbert Prohaska
- Mirko Vučinić
- Gervinho
- Kostas Manolas
- John Charles
- Mohamed Salah
- Tin Jedvaj
- Henrij Mkhitaryan

|}

## Entrenadores

### Cronología de los entrenadores
- William Garbutt: 1927–1929
- Guido Baccani: 1929–1930
- Herbert Burgess: 1930–1932
- Jonas Baar: 1932–1933
- Lajos Kovacs: 1933–1934
- Luigi Barbesino: 1934–1935
- Pedro Mazullo: 1935–1938
- Guido Ara: 1938–1939
- Alfréd Schaffer: 1939–1942
- Geza Kertesz: 1942–1943
- Guido Masetti: 1943–1945
- Giovanni Degni: 1945–1947
- Imre Senkey: 1947–1948
- Luigi Brunella: 1948–1949
- Fulvio Bernardini: 1949–1950
- Adolfo Baloncieri: 1950
- Pietro Serantoni: 1950
- Guido Masetti: 1950–1951
- Giuseppe Viani: 1951–1953
- Mario Varglien: 1953–1954
- Jesse Carver: 1954 – 1956
- György Sárosi: 1956
- Guido Masetti: 1956–1957
- Abel Stock: 1957–1958
- Gunnar Nordahl: 1958–1959
- György Sárosi: 1959–1960
- Alfredo Foni: 1960–1961
- Luis Carniglia: 1961–1963
- Alfredo Foni: 1963
- Naim Krieziu: 1963
- Luis Miró: 1963–1965
- Juan Carlos Lorenzo: 1965–1966
- Oronzo Pugliese: 1966–1968
- Helenio Herrera: 1968–1970
- Luciano Tessari: 1970–1972
- Helenio Herrera: 1971–1972
- Antonio Trebiciani: 1972–1973
- Manlio Scopigno: 1973
- Nils Liedholm: 1973–1978
- Gustavo Giagnoni: 1978–1979
- Ferruccio Valcareggi: 1979
- Nils Liedholm: 1979–1984
- Sven-Göran Eriksson: 1984–1986
- Nils Liedholm: 1987–1988
- Luciano Spinosi: 1988–1989
- Gigi Radice: 1989–1990
- Ottavio Bianchi: 1990–1992
- Vujadin Boškov: 1992–1993
- Carlo Mazzone: 1993–1996
- Carlos Bianchi: 1996
- Nils Liedholm: 1996
- Ezio Sella: 1996–1997
- Zdeněk Zeman: 1997–1999
- Fabio Capello: 1999–2004
- Cesare Prandelli: 2004
- Rudi Völler: 2004
- Luigi Delneri: 2004–2005
- Bruno Conti: 2005
- Luciano Spalletti: 2005–2009
- Claudio Ranieri: 2009–2011
- Vincenzo Montella: 2011
- Luis Enrique: 2011–2012
- Zdeněk Zeman: 2012–2013
- Aurelio Andreazzoli: 2013
- Rudi García: 2013–2016
- Luciano Spalletti: 2016–2017
- Eusebio Di Francesco: 2017–2019
- Claudio Ranieri: 2019
- Paulo Fonseca: 2019–2021
- José Mourinho: 2021–2024
- Daniele De Rossi: 2024
- Ivan Jurić: 2024
- Claudio Ranieri: 2024-2025
- Gian Piero Gasperini: 2025-act.

## Palmarés
A continuación, los títulos obtenidos por la AS Roma:

### Torneos nacionales (14)
| Competiciones nacionales          | Títulos                                                                          | Subcampeonatos |
| --------------------------------- | -------------------------------------------------------------------------------- | --- |
| Primera División de Italia (3/14) | 1941-42, 1982-83, 2000-01.                                                       | 1930-31, 1935-36, 1980-81, 1983-84, 1985-86, 2001-02, 2003-04, 2005-06, 2006-07, 2007-08, 2009-10, 2013-14, 2014-15, 2016-17. |
| Copa Italia (9/8)                 | 1963-64, 1968-69, 1979-80, 1980-81, 1983-84, 1985-86, 1990-91, 2006-07, 2007-08. | 1936-37, 1940-41, 1992-93, 2002-03, 2004-05, 2005-06, 2009-10, 2012-13.                                                       |
| Supercopa de Italia (2/4)         | 2001, 2007.                                                                      | 1991, 2006, 2008, 2010. |
|                                   |                                                                                  | |
| Segunda División de Italia (1/0)  | 1951-52.                                                                         | |

### Torneos internacionales (1)
| Competiciones internacionales     | Títulos  | Subcampeonatos    |
| --------------------------------- | -------- | ----------------- |
| Liga de Campeones (0/1)           |          | 1983-84.          |
| Liga Europa de la UEFA (0/2)      |          | 1990-91, 2022-23. |
| Liga Conferencia de la UEFA (1/0) | 2021-22. |                   |
| Copa de Ferias (1/0)              | 1960-61. |                   |

### Torneos nacionales amistosos
- Copa anglo-italiana (1): 1972
- Trofeo Ciudad de Pescara (2): 1988, 1989.
- Trofeo Dino Viola (1): 1992
- Torneo Civitanova Marche (1): 1994.
- Torneo Salerno (1): 1994.
- Trofeo Calleri (1): 1993
- Trofeo Ciudad de Verona (2): 1994, 1996.
- Memorial Mazzi (1): 1996.
- Torneo Canale 5 (1): 2000.
- Trofeo (1): 2006.

### Torneos internacionales amistosos

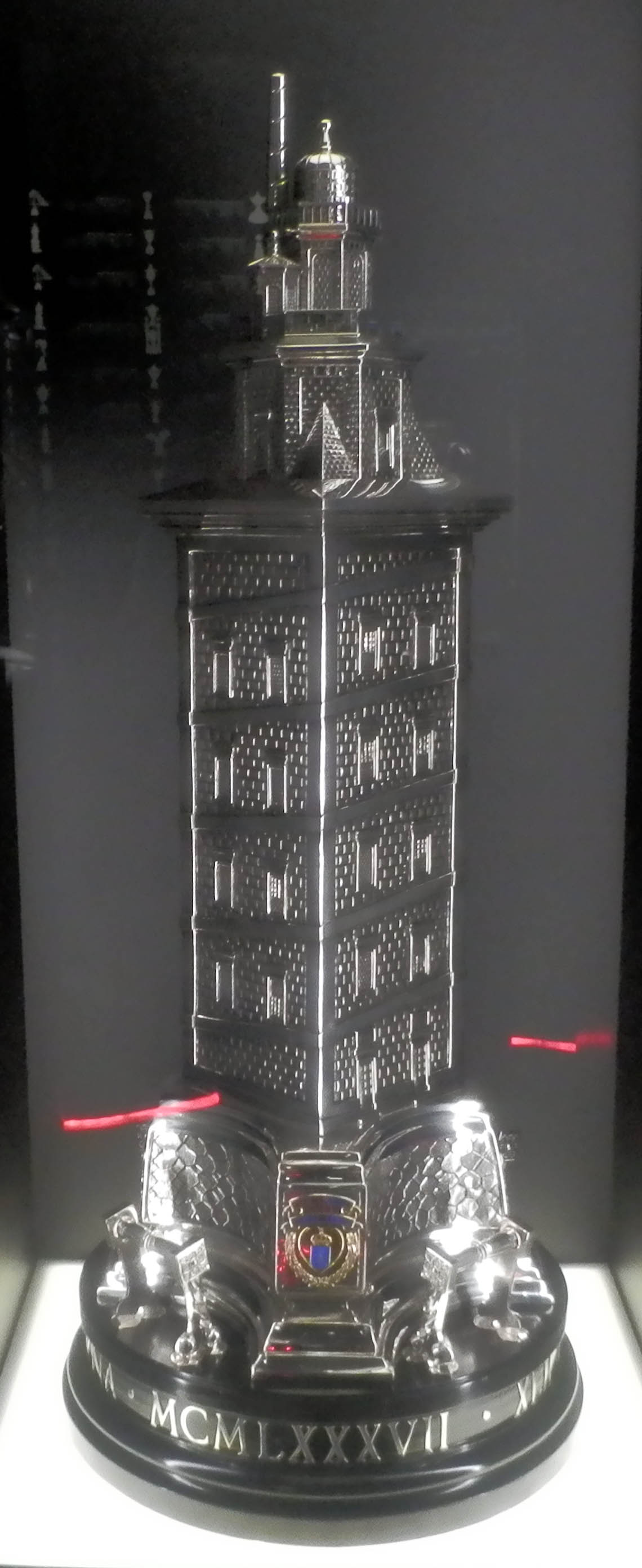
La Roma ganó el Trofeo Teresa Herrera en 1984.

- Trofeo Ciudad de Núremberg (1): 1933.
- Torneo de Belgrado (1): 1934.
- Torneo Ciudad de Múnich (1): 1935.
- Torneo Ciudad de Colonia (1): 1935.
- Torneo Ciudad de Stuttgart (1): 1935.
- Torneo Ciudad de Ámsterdam (1): 1936.
- Torneo Ciudad de Zagreb (1): 1937.
- Torneo Ciudad de Bruselas (1): 1938.
- Trofeo Ciudad de Caracas (1): 1953.
- Torneo Ciudad de Laussana (3): 1958, 1959, 1961
- Copa de los Alpes (1): 1960.
- Trofeo Costa del Sol (1): 1962.
- Torneo Ciudad de Ginebra (2): 1963, 1964.
- Trofeo Ciudad de Melbourne (1): 1965.
- Torneo Ciudad de Tagliacozzo (1): 1967.
- Copa Ottorino Barassi (1): 1969.
- Copa Ottorino Barassi (1): 1969.
- Copa Ottorino Barassi (1): 1969.
- Copa Transatlántica (2): 1967, 1977
- Copa Ottorino Barassi (1): 1969.
- Trofeo Ciudad de Toronto (1): 1975.
- Copa de Oro Internacional NASL (1): 1977.
- Trofeo Internacional Ponte (1): 1980.
- Trofeo Teresa Herrera (1): 1984.
- Trofeo Internazional Barilla (1): 1986.
- Trofeo Compañía Italiana Turismo Internacional Holding (1): 1987.
- Trofeo Villa de Roma (1): 1990.
- Copa Internacional Ciudad de Roma (3): 1989, 1990, 1997.
- Copa IFFHS (1): 1991.
- Trofeo Internazionale Dino Viola (1): 1992.
- Trofeo Nicola Ceravolo (1): 1993.
- Trofeo Memorial Giorgio Calleri (1): 1994.
- Torneo Marcha de Civitanova (1): 1994.
- Trofeo del Centenario del SK Rapid Viena (1): 1999.
- Trofeo 20 Años Del Canal 5:1: 2000.
- Copa Shalom (1): 2000.
- Trofeo Ciudad de Tokio (1): 2002.
- Trofeo Ciudad de Córdoba (1): 2002.
- World Series of Football (1): 2004.
- Trofeo Valsir (1): 2005.
- Trofeo Internacional Ciudad de Bolzano (1): 2009.
- Copa Sudtirol (1): 2010.
- Trofeo del Centenario del Levante U.D. (1): 2010.
- Trofeo Ciudad de Sao Paulo do Brasil (1): 2011.
- Trofeo del Centenario del Fenway Park (1): 2012.
- Trofeo Naranja: 2015
- Copa Mabel Green: 2019

### Trofeos individuales
- Capocannoniere (9):
  - Rodolfo Volk: (1930–31).
  - Enrico Guaita: (1934–35).
  - Dino Da Costa: (1956–57).
  - Pedro Manfredini: (1962–63).
  - Roberto Pruzzo: (1980–81).
  - Roberto Pruzzo: (1981–82).
  - Roberto Pruzzo: (1985–86).
  - Francesco Totti: (2006–07).
  - Edin Džeko: (2016–17).

### Juveniles

#### Torneos nacionales juveniles
- Campeonato Primavera (8): 1973, 1974, 1978, 1984, 1990, 2005, 2011, 2016.
- Campeonato de reservas (4): 1950, 1952, 1957, 1958.
- Campeonato Federal Ragazzi (2): 1951, 1953.
- Copa Ercoli (1): 1953.
- Torneo Industria e sport-Trofeo Umberto Nistri (2): 1966, 1971.
- Copa Italia Primavera (6): 1974, 1975, 1994, 2012, 2017, 2023.
- Supercopa Primavera (3): 2012, 2016, 2023
- Campeonato nacional allievi (10): 1981, 1983, 1993, 1999, 2010, 2015, 2018, 2021, 2023, 2024.
- Supercopa Allievi (2): 2015, 2018
- Campeonato nacional juvenil (7): 1987, 1996, 1999, 2007, 2014, 2019, 2024.
- Campeonato Ragazzi (4): 1928, 1932, 1933, 1934.
- Campeonato Nacional Pulcini (6): 1951, 1961, 1963, 1964, 1971, 1972.
- Campeonato Juniores (2): 1959, 1960.
- Campeonato Italiano Sub-16 (2): 2022, 2023
- Campeonato Nacional Esordienti (1): 2008.

#### Torneos regionales juveniles
- Campeonato Regional Junior (8): 1960, 1961, 1962, 1963, 1964, 1965, 1968, 1969.
- Campeonato Romano de Reservas (5): 1931, 1934, 1936, 1938, 1939.
- Campeonato Romano Ragazzi (2): 1942, 1943.
- Copa Regional Lazio allievi (6): 2004, 2006, 2008, 2009, 2010, 2012.
- Copa Regional Lazio Giovanissimi (6): 2004, 2007, 2008, 2010, 2011, 2012.
- Campeonato Regional Esordineti (6):2007, 2008, 2009, 2010, 2011, 2012.
- Campeonato Regional Pulcini (6): 2007, 2008, 2009, 2010, 2011, 2012.
- Copa de la Provincia de Roma (2): 2008, 2011.

#### Torneos internacionales juveniles
- Copa FIFA juvenil mundial por clubes (2): 1980, 2003.
- Torneo de Viareggio (3): 1981, 1983, 1991.
- Torneo ciudad de Arco (5): 1994, 1998, 2001, 2005, 2010.
- Torneo internacional San Remo (3): 1957, 1988, 1991.
- Torneo ciudad de Vignola (1): 1984.
- Torneo internacional sub-19/20 de Bellinzona (Suiza) (1): 1985.[102]
- Torneo Internacional Memorial Claudio Sassi-Sassuolo (1): 1994.
- Torneo Internacional Ciudad de Rieti-"Memorial Manlio e Loris Scopigno (4): 1994, 1998, 2011, 2012.
- Italian Nike Cup (7): 1985, 1999, 2000, 2001, 2002, 2007, 2009.
- Torneo Internacional Pascua del Fútbol Juvenil (1): 2001.
- Torneo Internacional Ciudad de Bastia-Fratelli Medici (2): 2001, 2003.
- Torneo Internacional Ciudad de Trieste-Memorial Flavio Frontali (1): 2003.
- Trofeo Internacional Karol Wojtyla (2): 2005, 2006.
- Trofeo Internacional Memorial Luis Pierangeli (1): 2007.
- Torneo Roma 2001 (2): 2007, 2009.
- Supercopa Alessandro Bini (2): 2007, 2009.
- Trofeo Internacional Ciudad de Livorno-Memorial Rossano Giampaglia (2): 2007, 2010.
- Trofeo Internacional Silvio Piola (1): 2008.
- Campeonato Mundial Umbro (1): 2008.
- Trofeo Internacional Ciudad de Olbia-Memorial Manlio Selis (2): 2008, 2010.
- Trofeo Memorial Vincenzo Muccioli (1): 2009.
- Trofeo Internacional Memorial Vincenzo Romano (1): 2009.
- Viareggio Junior Cup (1): 2010.
- Torneo Internacional Captains Cup (1): 2012.

## Secciones deportivas

### A. S. Roma femenino
La Roma o Roma Femminile (Femenino) y Roma Women, es un club de fútbol femenino de Roma, Italia. Es la sección femenina del club homónimo. Fue establecido en 2018 luego de que el club romano adquirió el lugar del Res Roma en la Serie A.